# هانك هاني
هانك هاني (بالإنجليزية: Hank Haney)‏ هو لاعب غولف أمريكي، ولد في 24 أغسطس 1955 في ليك فورست في الولايات المتحدة.

## وصلات خارجية
- الموقع الرسمي